# Otto von Böttstein
Otto von Böttstein, auch: Otto de Böttstein, (* im 11. oder 12. Jahrhundert; † 1139) war Abt des Klosters Reichenau (1136–1139).
Otto stammte aus dem Adelsgeschlecht der Freien von Böttstein mit Sitz auf dem Burg Böttstein im unteren Aaretal zwischen Baden und Koblenz gelegen. Seine Brüder waren Rudolf von Böttstein, Abt der Reichenau von 1123 bis 1131, und Mangold von Böttstein (auch: Manegold von Mammern-Böttstein), Abt von St. Gallen von 1122 bis 1133.
Auseinandersetzungen im Mönchskonvent wurden Ende Mai 1139 auf einem Reichstag in Straßburg von Konrad III. zugunsten von Frideloh von Heidegg entschieden und Otto von Böttstein im Jahre 1139 seines Amtes entbunden. Otto von Böttstein starb bald nach seiner Absetzung durch eine Krankheit.